# Her Inspiration (film 1911)
Her Inspiration è un cortometraggio muto del 1911 prodotto dalla Lubin. Il nome del regista non viene riportato nei credit del film.

## Trama
Combattuta tra l'amore e l'ambizione, Ruth Cameron, una ragazza di montagna, lascia Jack, il suo rustico innamorato, per accettare la corte di Dick Latham, un uomo di città che si trova in paese per partecipare a una battuta di caccia. I due vanno via insieme, lasciando il povero Jack con il cuore spezzato. Ma, in città, ben presto Latham si stufa della moglie. Lei, che ha lasciato la sua vita rurale perché attirata del mondo dell'arte, ricordando i bei tempi andati, dipinge i suoi quadri ispirandosi a quel mondo che si è lasciata alle spalle. Il suo lavoro le porta ben presto a vincere un premio in una mostra di pittura, rendendola famosa. Ruth, allora, decide di tornare a casa. Sul treno che la riporta indietro, legge sul giornale la notizia della morte del marito. Accolta con emozione e affetto dai genitori, Ruth rivede anche Jack che le perdona la sua fuga.

## Produzione
Il film fu prodotto dalla Lubin Manufacturing Company.

## Distribuzione
Distribuito dalla General Film Company, il film - un cortometraggio in una bobina - uscì nelle sale statunitensi il 23 settembre 1911.